# Гудимов Іван Васильович
Іва́н Васи́льович Гуди́мов (нар. 3 січня 1908 — 3 квітня 1973) — радянський військовик-артилерист, Герой Радянського Союзу (1945). У роки німецько-радянської війни командував 1-м гвардійським самохідним артилерійським полком та пізніше командувач артилерією 6-го гвардійського механізованого корпусу 4-ї гвардійської танкової армії (1-й Український фронт).

## Біографія
Народився 3 січня 1908 року в селі Старі Боровичі (нині Сновського району Чернігівської області України) у селянській родині. Українець. Закінчив середню школу, працював слюсарем.
У Червоній армії з 1927 року.
В 1930 році закінчив Київську артилерійську школу.
На фронтах німецько-радянської війни з червня 1941 року.
З червня 1943 по липень 1944 року — на посаді командира 1-го гвардійського самохідного артилерійського полку (до часу свого поранення 17 липня 1944). Після одужання і до кінця війни на посаді командувача артилерією 6-го гвардійського механізованого корпусу 4-ї гвардійської танкової армії (1-го Українського фронту).
У роки війни І. В. Гудимов особливо відзначився у ході Берлінської операції. У квітні-травні 1945 року артилерія 6-го гв. механізованого корпусу, якою командував полковник Гудимов, успішно пробила глибоко ешелоновану оборону противника на річці Одер, Бубр, Нейсе, Шпрее сприявши оточенню і знищенню гарнізону Берліна. 30 квітня при ліквідації угруповання противника, що вийшло в тил корпусу в районі населеного пункту Фіхтенвальде (південно-західніше м. Потсдам) полковник Гудимов організував бій і ліквідував загрозу.
Після війни ще близько двох років служив у Радянській армії. В 1946 році закінчив Вищі академічні артилерійські курси при військовій академії імені Дзержинського.
З 1947 року полковник І. В. Гудимов у запасі. Жив у Чернігові. Помер 3 квітня 1973 року.

## Звання та нагороди
27 червня 1945 року Івану Васильовичу Гудимову присвоєно звання Героя Радянського Союзу.
Також нагороджений:
- орденом Леніна
- 3-а орденами Червоного Прапора
- орденом Суворова ІІІ ступеня
- орденом Кутузова ІІІ ступеня
- орденом Вітчизняної війни І ступеня
- орденом Червоної Зірки